# Halictus kuschkensis
Halictus kuschkensis är en biart som beskrevs av Ebmer 1975. Halictus kuschkensis ingår i släktet bandbin, och familjen vägbin. Inga underarter finns listade i Catalogue of Life.